# لنی بروس
لئونارد آلفرد اشنایدر با نام هنری لنی بروس (انگلیسی: Lenny Bruce؛ زاده ۱۳ اکتبر ۱۹۲۵ درگذشته ۳ اوت ۱۹۶۶) استندآپ کمدین، طنزپرداز و فیلم‌نامه‌نویس اهل ایالات متحده آمریکا بود.
در سال ۲۰۱۷ مجله رولینگ استون در لیست ۵۰ نفر از بهترین استندآپ کمدین‌های تاریخ، او را به عنوان نفر سوم برگزید.